# Badania terenowe

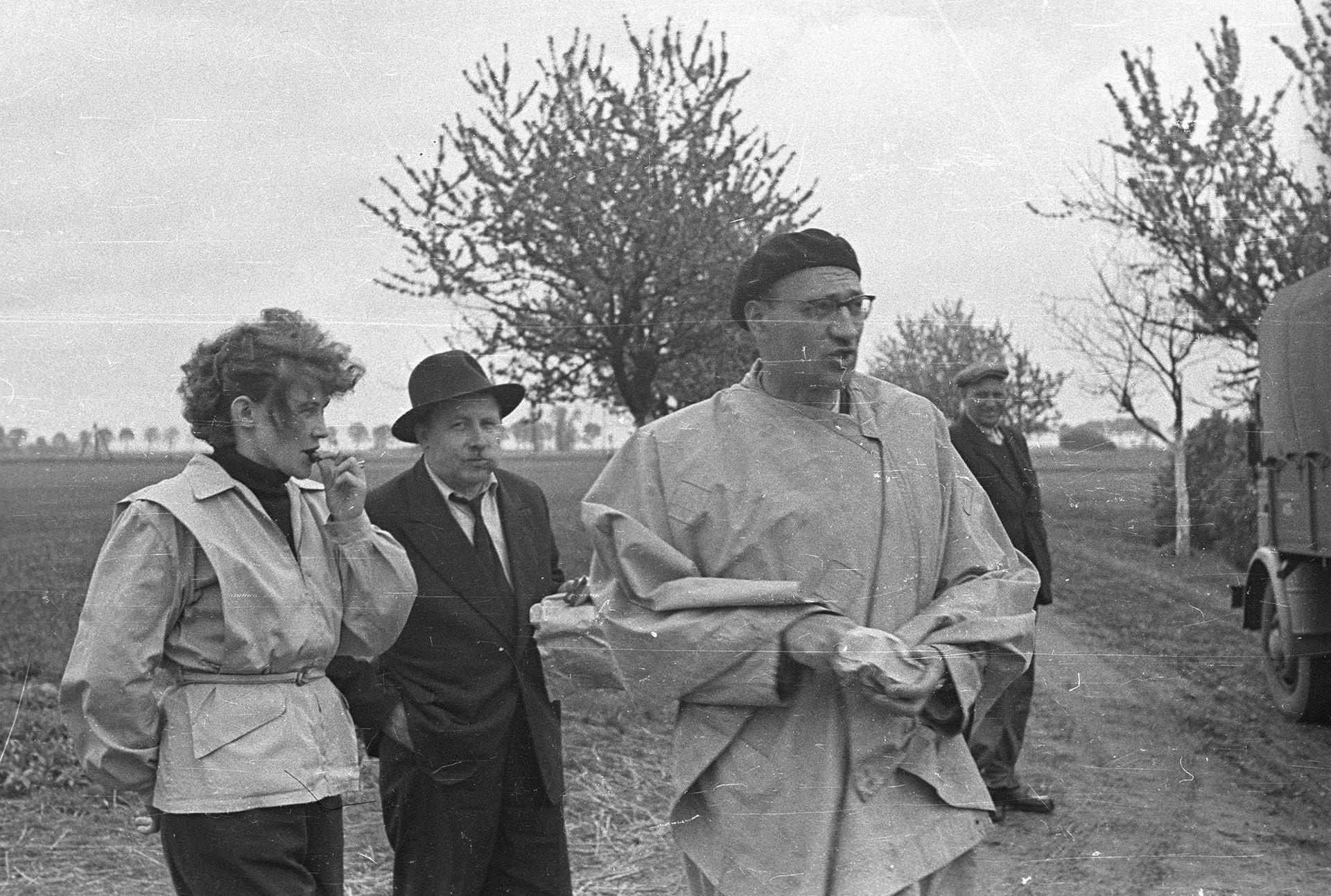
Etnografowie w terenie, 1959

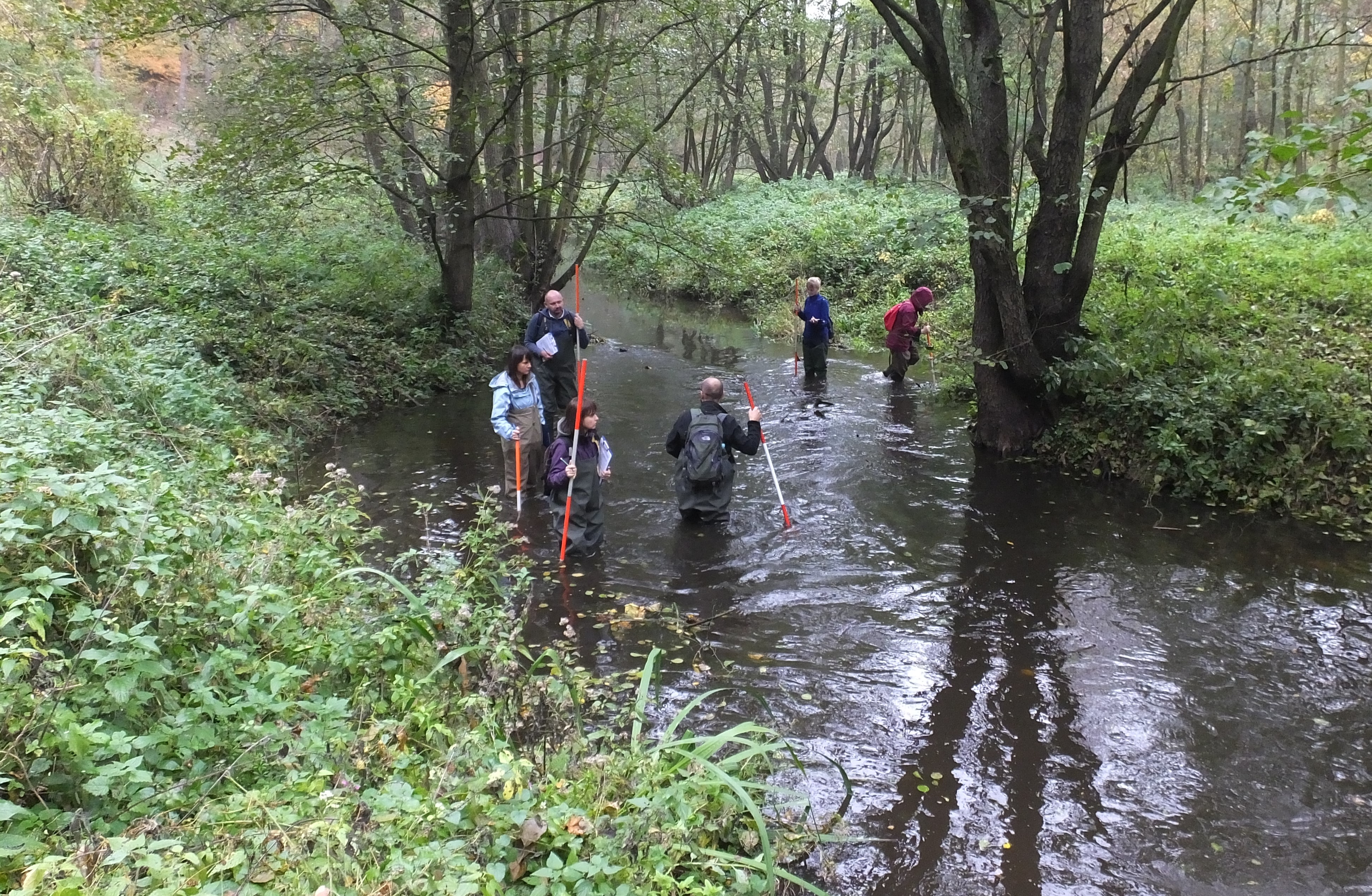
Terenowe badanie hydromorfologicznych elementów jakości wód

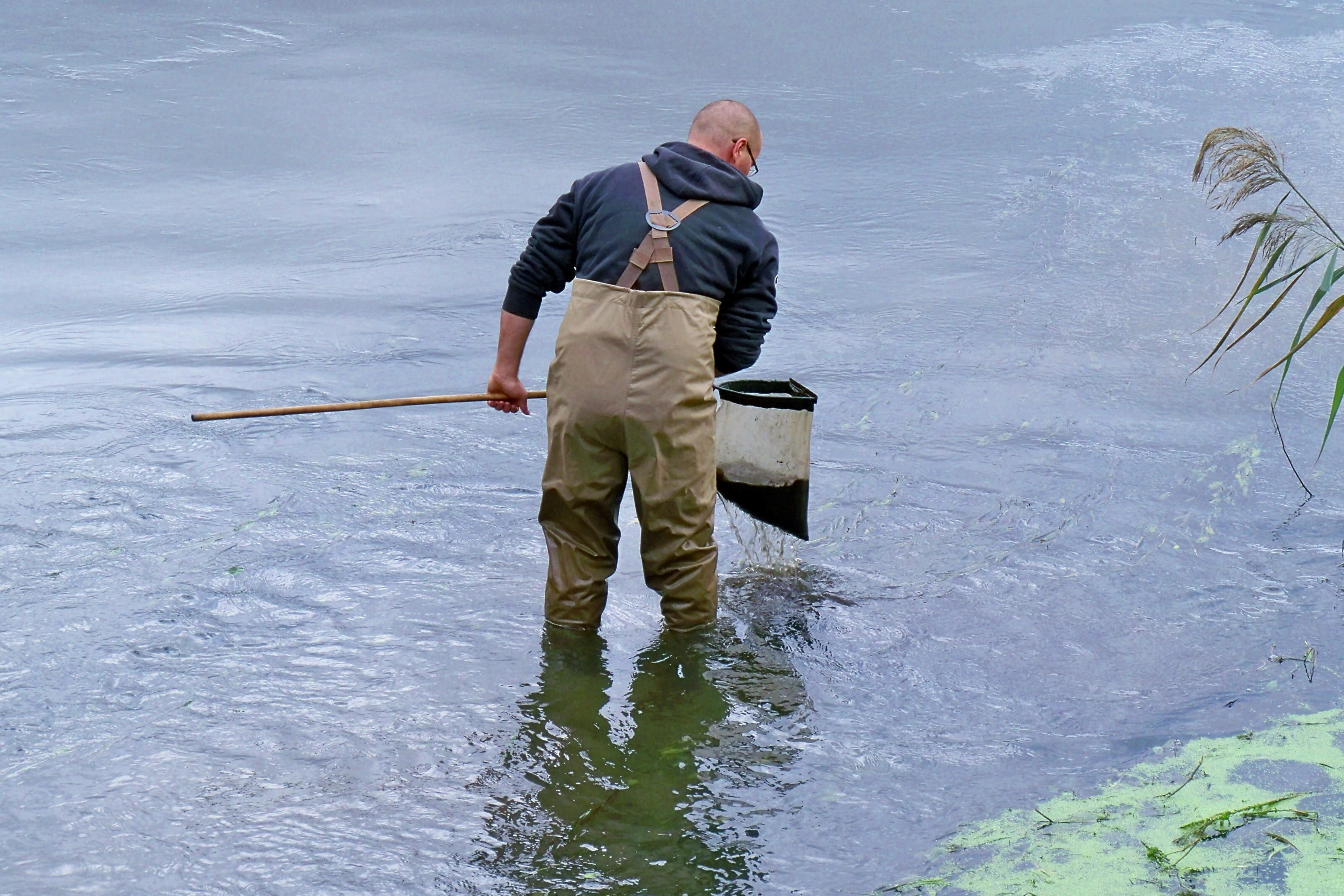
Terenowe badanie zoobentosu

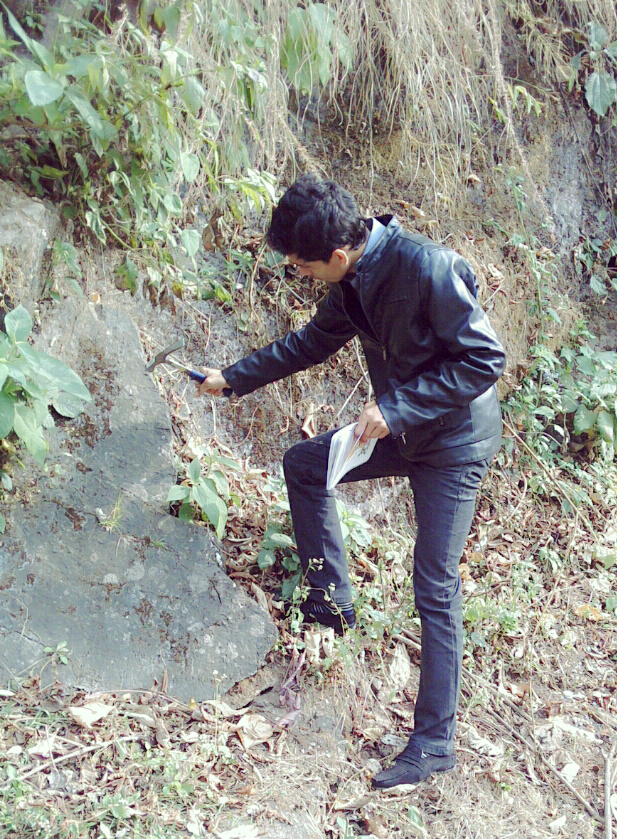
Terenowe badanie geologiczne

Badania terenowe (ang. field work) – rodzaj badań stosowanych w naukach społecznych i przyrodniczych. W naukach przyrodniczych, zwłaszcza ekologii, badania terenowe są jednym z trzech głównych rodzajów badań, obok rozważań teoretycznych i badań laboratoryjnych. W naukach społecznych określa się tak wszelkie badania, w których badacz „rusza zza biurka” i przeprowadza swój projekt w analizowanej społeczności. Badania terenowe powszechnie stosowane są w antropologii i socjologii, a także teorii organizacji. Chociaż teoretycznie mogą obejmować także metody ilościowe, w praktyce są pojęciem używanym przede wszystkim przez naukowców stosujących metody jakościowe.

## Badania terenowe w ekologii
Przyjmuje się, że badania terenowe, w tym eksperymentalne są podstawowym źródłem wiedzy ekologicznej, służąc do weryfikacji tez wywiedzionych teoretycznie. Jednocześnie między badaniami terenowymi i teoretycznymi zachodzi sprzężenie zwrotne.
W zależności od warunków prowadzenia badań może być wymagane specjalne ubranie (np. wodery w przypadku badań środowiska wodnego nadającego się do brodzenia) lub sprzęt umożliwiający dotarcie do badanych obiektów (np. łódź). Mogą być również określane zasady BHP.

### Badania terenowe w demografii ekologicznej
Metody terenowe są wykorzystywane w badaniach z zakresu demografii – liczebności populacji i jej zagęszczenia. W przypadku niektórych kręgowców, osiadłych bezkręgowców i roślin naczyniowych możliwe jest bezpośrednie policzenie wszystkich osobników lub ich określonej frakcji, np. śpiewających samców ptaków. Częściej stosowane są metody pośrednie, kiedy liczone są wybrane osobniki populacji, a wynik taki pozwala na szacowanie całkowitej liczebności. Jedną z takich metod jest metoda kwadratów, w której liczy się osobniki w reprezentatywnych kwadratach. Inną jest metoda znakowania i ponownych złowień (metoda Petersena, metoda Lincolna) stosowana do zwierząt ruchliwych. W pierwszym etapie łowi się grupę zwierząt, znakuje je i wypuszcza. W drugim etapie ponownie łowi się zwierzęta i, wychodząc z założenia, że proporcja zwierząt znakowanych w tak pobranej próbie odpowiada proporcji w całej populacji, szacuje wielkość populacji. Te dwie metody określa się jako metody szanowania zagęszczenia bezwzględnego, inne metody służą do mniej dokładnych szacunków. Z reguły pozwalają one na porównywanie różnych populacji bez określania ich rzeczywistej liczebności, ale dając obraz, która jest liczniejsza, stąd są określane jako metody szacowania zagęszczenia względnego. Wśród nich są różne metody polegające na odławianiu zwierząt (metoda pułapkowa), w tym w połowach komercyjnych (np. w rybołówstwie czy łowiectwie). Istnieją też metody polegające na liczeniu różnych śladów, zwłaszcza odchodów, zwierząt, metody oparte na ilości zjedzonej przynęty. Do metody kwadratów podobna jest metoda liczenia wzdłuż określonej trasy. Specjalnie zaplanowaną do celów badawczych trasę nazywa się transektem. Nazwa „kwadrat” w tym znaczeniu jest umowna, bo taki obszar może mieć dowolny kształt. W badaniach monitoringowych rozmieszczenie transektów i ich kształt (pas) mogą być szczegółowo określone według metodyki.

## Badania terenowe w naukach społecznych
Badania terenowe są stosunkowo nowym nurtem antropologii i nauk społecznych. Prekursorem zbierania wiedzy w terenie był Bronisław Malinowski, który usystematyzował zasady swojej metody obserwacji uczestniczącej. Początki badań terenowych w socjologii mają miejsce w Szkole Chicago gdzie Robert E. Park i Ernest Burgess – propagatorzy badań terenowych – zainspirowali studentów, by w badaniach życia miejskiego w obszarze Chicago posłużyć się obserwacją jako metodą zbierania danych. W Polsce bardzo ważnym ośrodkiem badań terenowych jest grupa badaczy skupiona wokół czasopisma „Przegląd Socjologii Jakościowej”, gdzie publikowane są artykuły oparte na etnografiach socjologicznych Wcześniej badacze i naukowcy opierali swoje tezy i koncepcje na źródłach już zastanych, a wyjeżdżanie w teren nie było praktykowane.
Antropolożka Karolina Bielenin-Lenczowska o pracy w terenie pisze tak: Doświadczenie bycia „tam”, interakcja z rozmówcą i położenie nacisku na dialog z nim, a nie traktowanie go jedynie jako źródła informacji, obserwacji i uczestnictwo w życiu badanej społeczności, a także refleksja nad rolą badacza w tej interakcji.

### Teren
We współczesnej antropologii teren został amplifikowany, przestał oznaczać konkretne fizyczne miejsce. Zostały dodane do tego zagadnienia abstrakcyjne, takie jak: uczucia, relacje, ideologie, rzeczy, zwierzęta. Dzisiaj, pod wpływem współczesnych nurtów antropologii wykształciły się nowe sposoby badań konkretnego terenu, którym może być zarówno grupa społeczna, Internet, autoetnografia, „antropologia u siebie”, gdzie terenem jest miejsce zamieszkania i najbliższe otoczenie badacza. Terenem może być też jeden punkt odniesienia: np. miasto i narracja wokół niego, antropologia rzeczy, animal studies, food studies.

### Metody badawcze
W badaniach terenowych stosowane są różne metodologie badań i analiz danych empirycznych. Stosowane są: metodologia teorii ugruntowanej, metody analizy wizualnej, etnografia socjologiczna
Metodyka badań terenowych różni się w zależności od zagadnienia jakie badamy, wniosków jakie chcemy uzyskać czy nurtu jakim inspiruje się badacz.
Dariusz Jemielniak wyróżnił klasyfikację metod badawczych:
- obserwacja, w szczególności obserwacja uczestnicząca i shadowing
- wywiad swobodny
- storytelling (metoda)
- etnografia[16]

### Etyka w terenie
Praca z ludźmi zawsze wiąże się z problemami etycznymi. Badacz może uważać, że dla dobra i autentyczności swoich badań na danym terenie może pozwolić sobie na nieszczerość względem swoich badanych. Sama klasyfikacja obserwacji uczestniczącej sugeruje nieetyczne zachowanie w terenie. Metoda ta wyróżnia cztery rodzaje zachowania badacza w terenie:
- całkowite oddanie; badacz wchodzi w relacje z badanymi i zdobywa ich zaufanie bez przedstawienia zamiaru badań
- uczestnik jako obserwator; oficjalne badania, silnie zżyty z grupą
- obserwator jako uczestnik; odizolowany, ale wchodzi w relacje z grupą
- całkowicie odizolowany; badacz pozyskuje suche fakty. W książce M. Hammersleya i P. Atkinsona  Metody badań terenowych o etnografii pisze się tak:

„Prawdziwa etnografia zakłada bowiem, że badacz posiada umiejętność wchodzenia w interakcje z członkami społeczności poddawanej obserwacji, bez ingerowania w codzienny bieg ich życia”.